# 熊野神社 (名取市)
熊野神社（くまのじんじゃ）は、宮城県名取市にある神社である。名取熊野三社のうちの一社。旧称熊野新宮社（くまのしんぐうしゃ）。旧社格は県社。

## 祭神
主祭神は速玉男尊、伊弉冉尊、事解男尊、菊理媛神。
中央の新宮社証誠殿には速玉男尊、東側の那智飛龍権現社には事解男尊、西側の本宮十二社権現社には伊弉冉尊を祀る。
また、十二社権現社の西・老女宮には名取老女と、神代文字（阿比留草文字）で「ククリヒメノオオカミ」と書かれた木札を祀る。
飛龍権現社の東には、社殿は無いものの、神名を記した8本の石の角柱が立ててある。記される神名はそれぞれ天之忍穂耳尊、邇邇藝之尊、彦火火出見之尊、鵜萱草葺不合尊、豊斟渟尊・国狭槌尊、泥土煮尊、大戸道尊、面足尊。

## 歴史
保安4年（1123年）、紀州・熊野を模し勧請した名取熊野三社の一つ、熊野新宮社として創建。以来、東北地方における熊野信仰の中心地として隆盛を誇り、中世には名取熊野別当が置かれ宗教的にも軍事的にも大きな権力を持つに至った。
伊達氏の時代においても、永正11年（1514年）伊達稙宗が神領の棟役段銭を免除したことを先例として、晴宗、輝宗、政宗による免除が行われ、以後、歴代仙台藩藩主の種々寄進、奉納を受け伊達家と深い結びつきを持った。
名取熊野三社の中でも最も中心を成していたため、後に熊野新宮社、熊野本宮社、熊野那智神社を合祀し熊野神社と改称。
明治元年（1868年）3月の太政官布達「神仏判然令」により神仏合祀が禁じられたことで、熊野神社所蔵の本地仏をはじめ、法華経、一切経、大般若経、仏具等仏教色のものはすべて文殊堂（北緯38度12分8.7秒 東経140度50分48.5秒 / 北緯38.202417度 東経140.846806度）に移され、その文殊堂も神社境内の南へ移動され、真言宗智山派の熊野山新宮寺（北緯38度12分1秒 東経140度50分49.3秒 / 北緯38.20028度 東経140.847028度）に帰属することとなった。
大正10年（1921年）8月27日に郷社、昭和10年（1935年）11月1日に県社に昇格。

## 境内施設
玉垣内の奥の院には新宮社証誠殿、那智飛龍権現社、本宮十二社権現社、および老女宮。
また、かつて境内には若王子御宮（白山宮）、八社神宮、護法善神宮、稲田宮、人皇七十四代宗仁天皇宮が存在したが、現在はいずれも消失している。若王子御宮は現在老女宮に祀られる菊理媛神の元宮と思われる。なお八社神宮については現在、玉垣内の8本の角柱として祀られる。
拝殿の眼前には御手洗と称する神池が広がり、浮島には後述の神楽殿と、辧財天堂が存在。
神仏習合の影響により、境内南西には鐘堂がある。

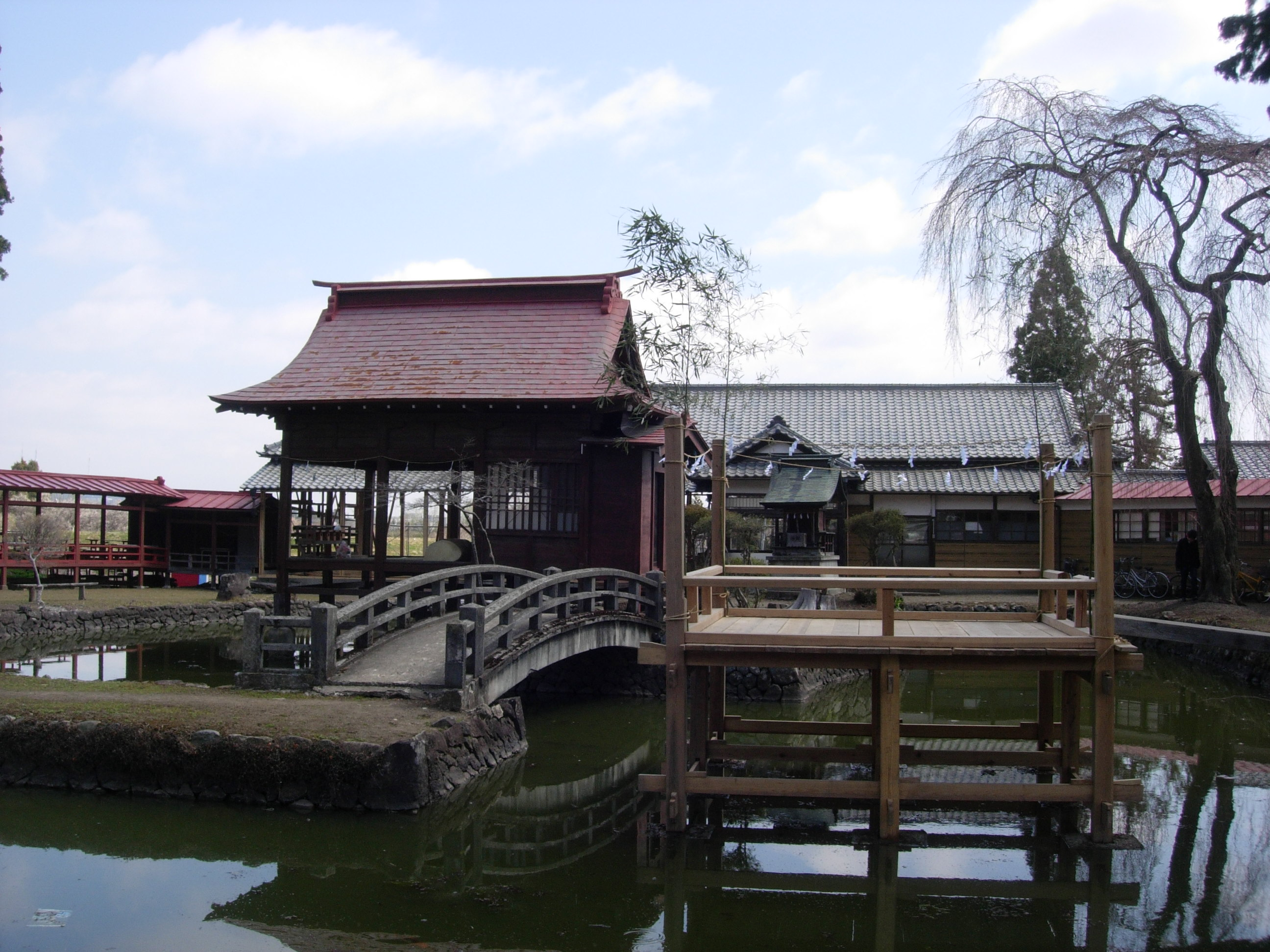
御手洗池、神楽殿と臨時舞台
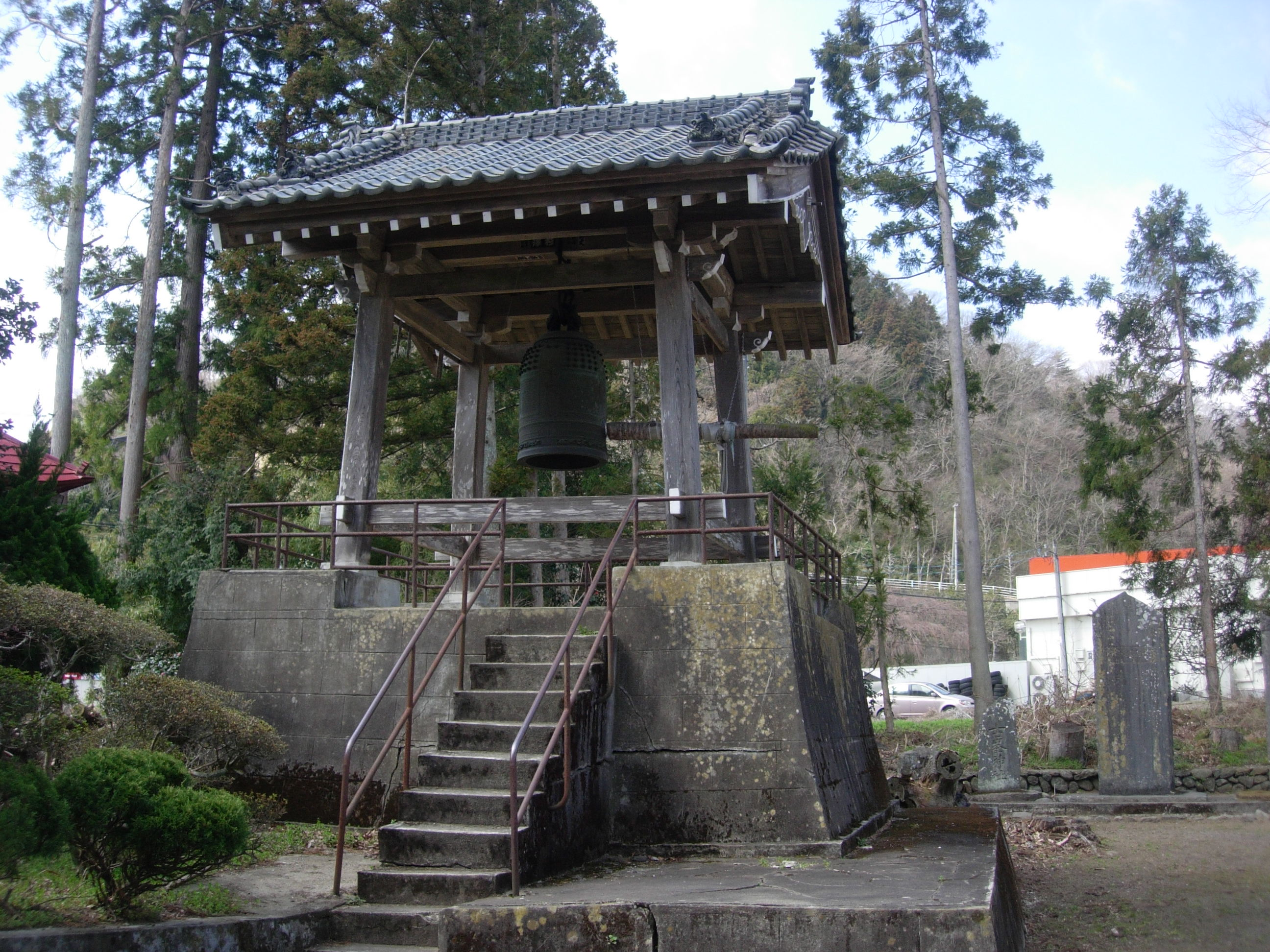
鐘堂

## 神楽
春・秋の例祭時には熊野堂神楽という神楽が披露される。起源は文治年間（1185年～1190年）に京都の神楽岡から伝わったものと言われている。この神楽は出雲の流れをくむ岩戸神楽で、仙台周辺及び県南部に分布する神楽の元祖と言われる。詞章を唱えない黙劇の祈祷の舞で、随所に修験の呪法の名残りが見られる。現在神楽は拝殿前の池に常設された神楽殿で舞われるが、江戸時代以前は拝殿の場所にあった長床で舞われていた。
また、春の例祭時にしか舞われない熊野堂舞楽という舞楽も伝わっている。神楽殿での神楽奉納が終わってから、古事記を題材とした伝承5曲が拝殿正面の池の中に臨時に設けられた水上舞台で舞われる。熊野堂舞楽は宮城県内に伝わっている数少ない舞楽の一つで、代々7軒の社家によって相伝され、門外不出とされている。

## 文化財

### 宮城県指定有形文化財（建造物）
- 本殿‐中央に新宮社証誠殿、東側に那智飛龍権現社、西側に本宮十二社権現社が建ち、十二社権現社の西に老女宮を配す。証誠殿・那智飛龍権現社は宮城県内唯一の熊野造、十二社権現社は三間社流造である。

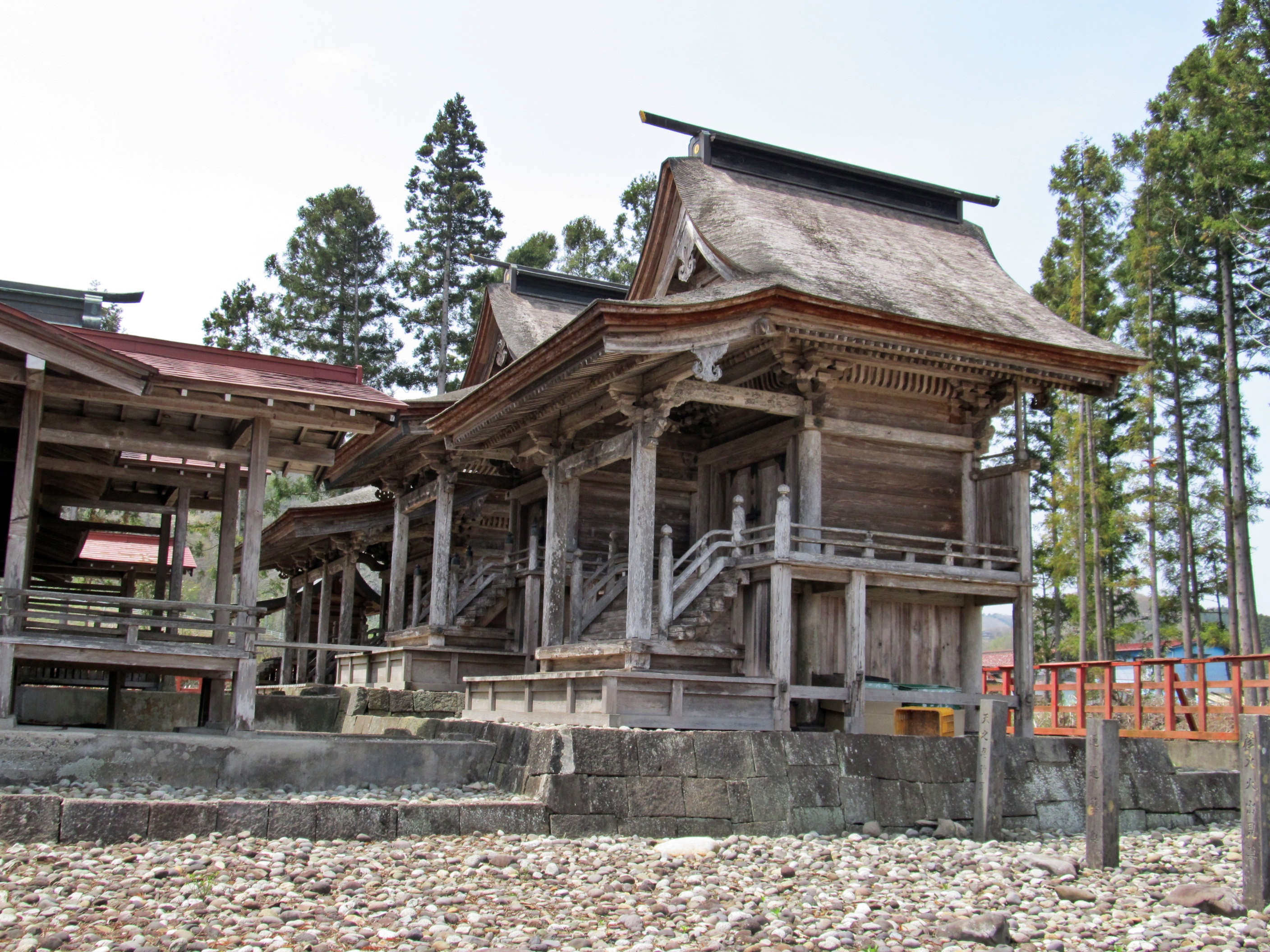
熊野神社本殿、手前から那智飛龍権現社、証誠殿、本宮十二社権現社
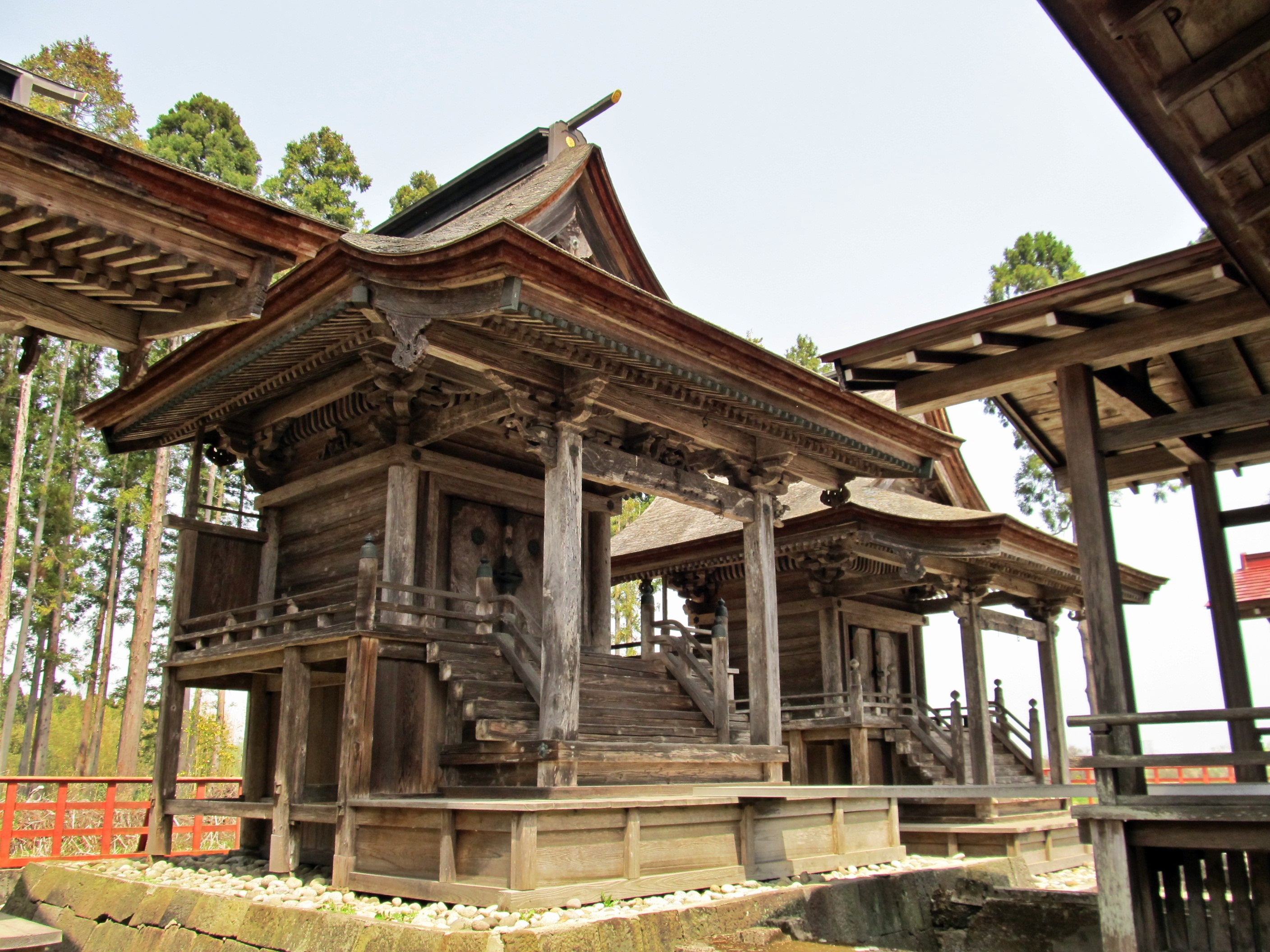
証誠殿（手前）・那智飛龍権現社（奥）
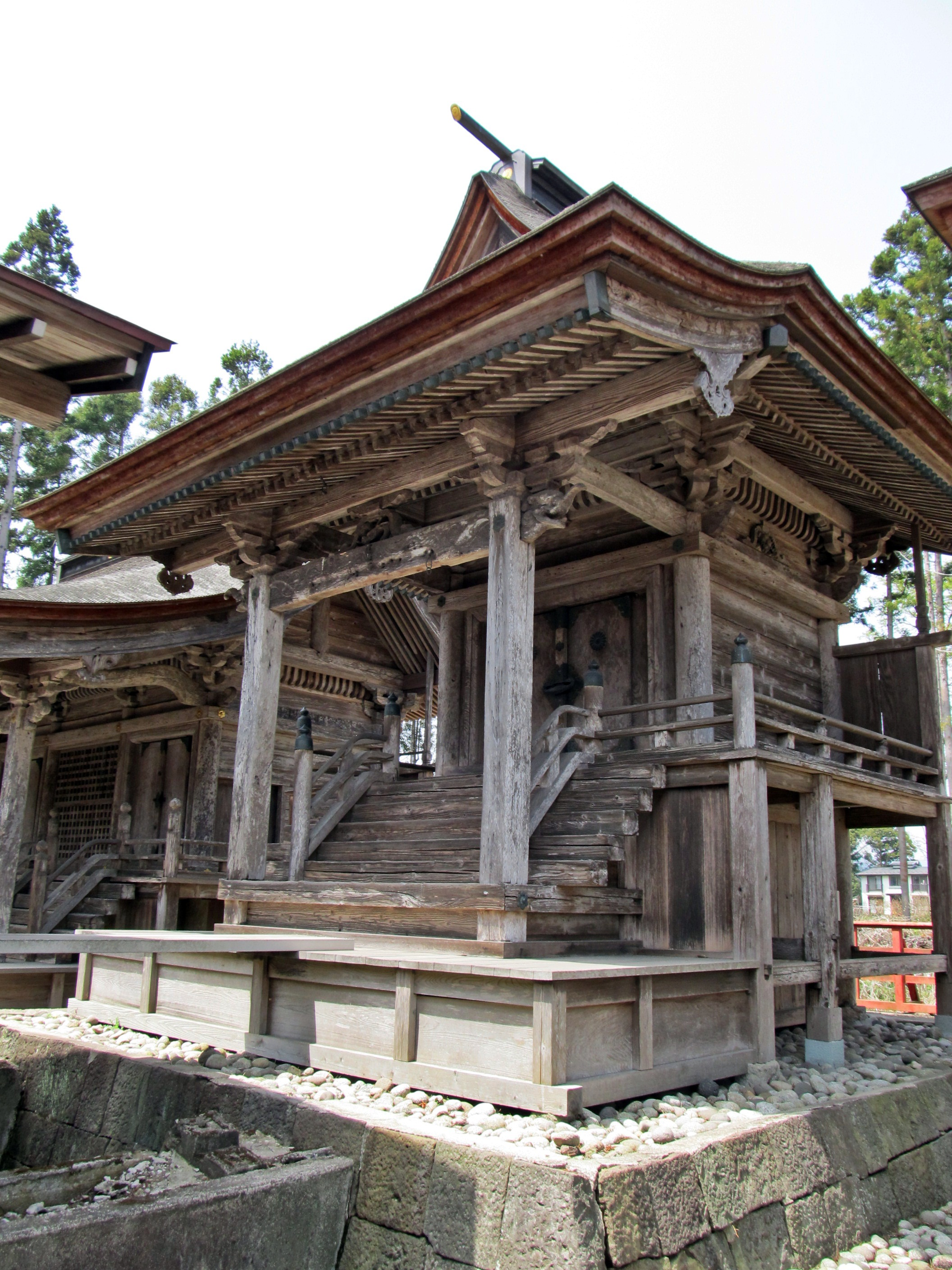
証誠殿
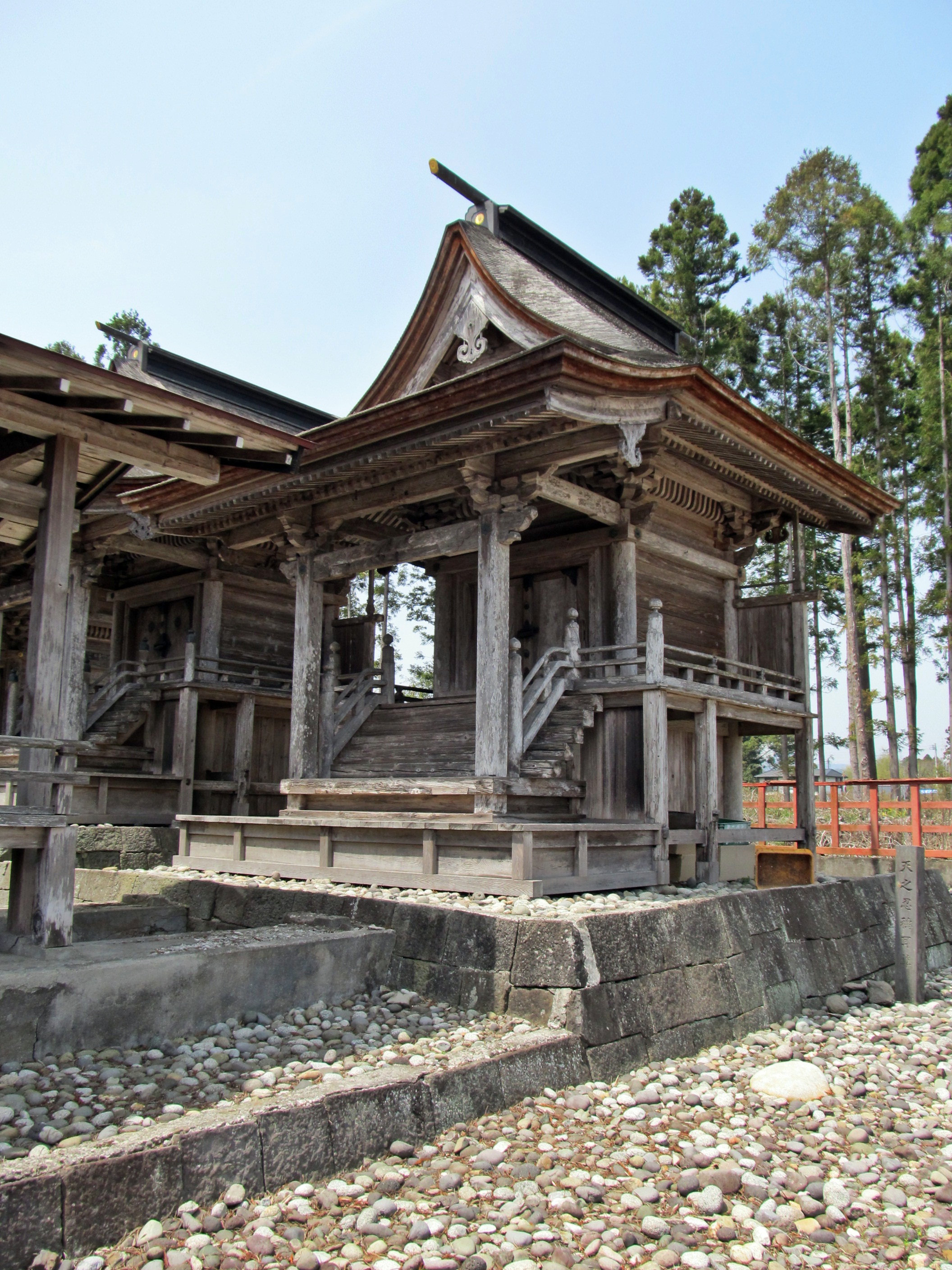
那智飛龍権現社
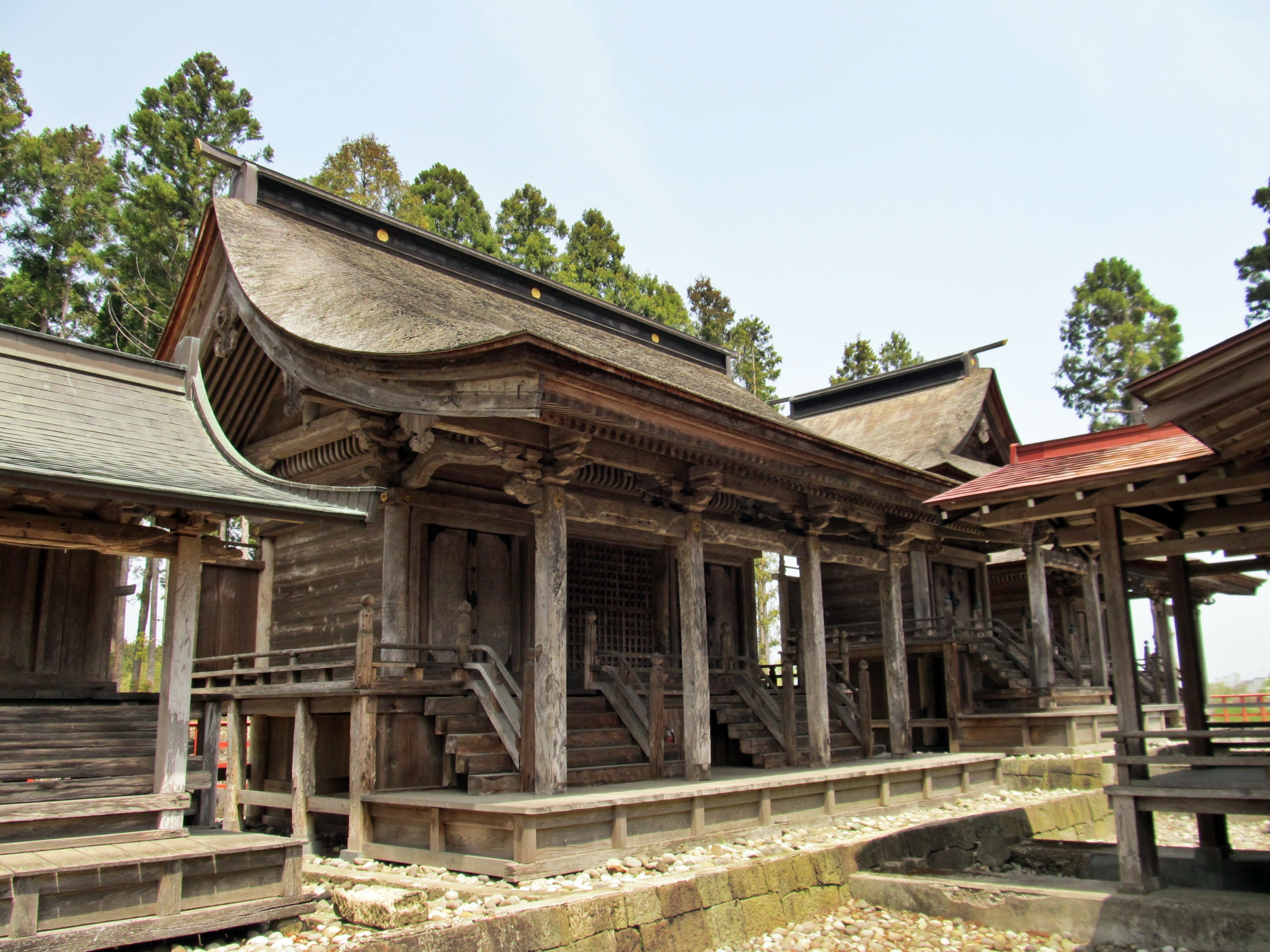
本宮十二社権現社
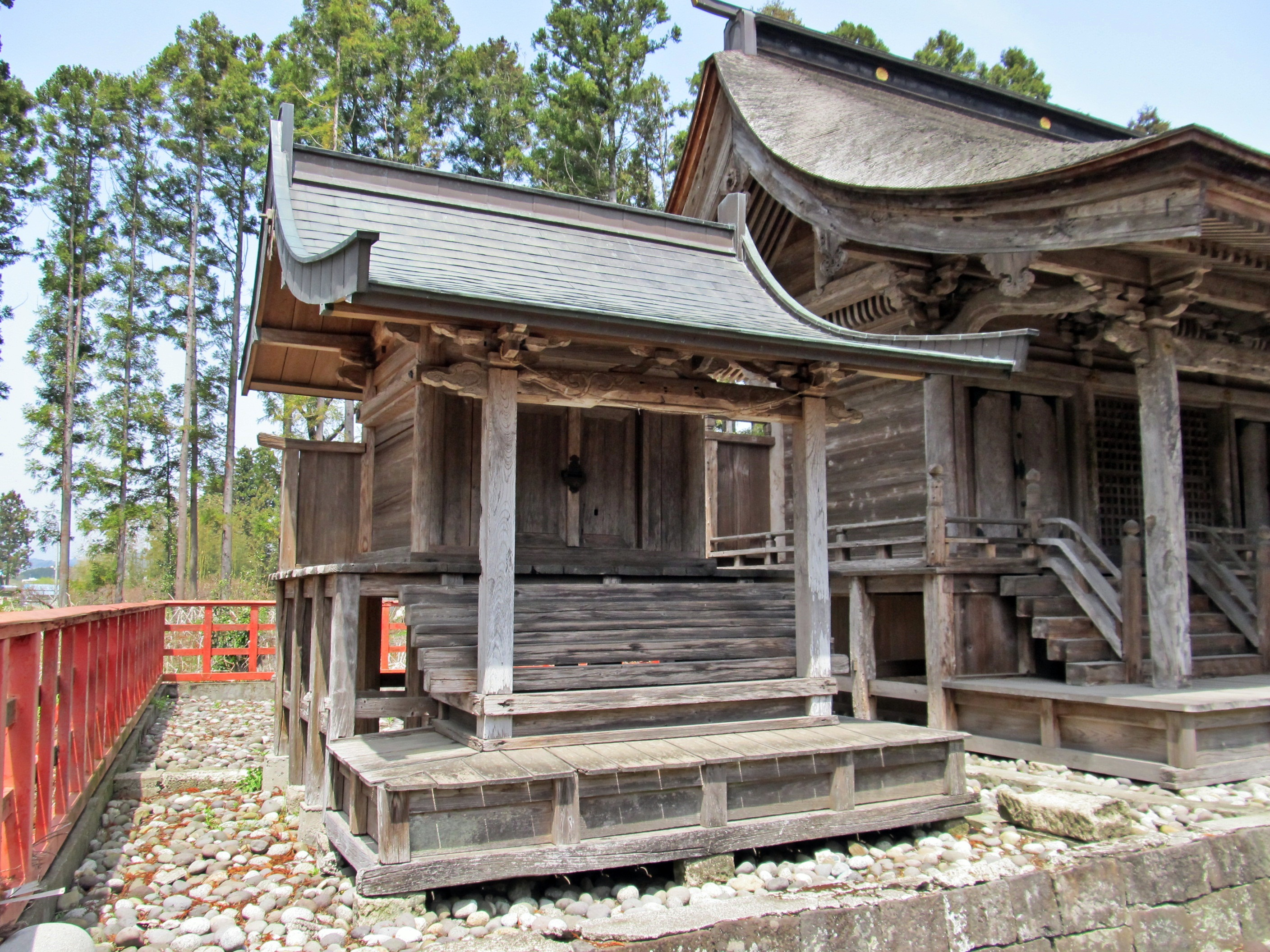
名取老女宮
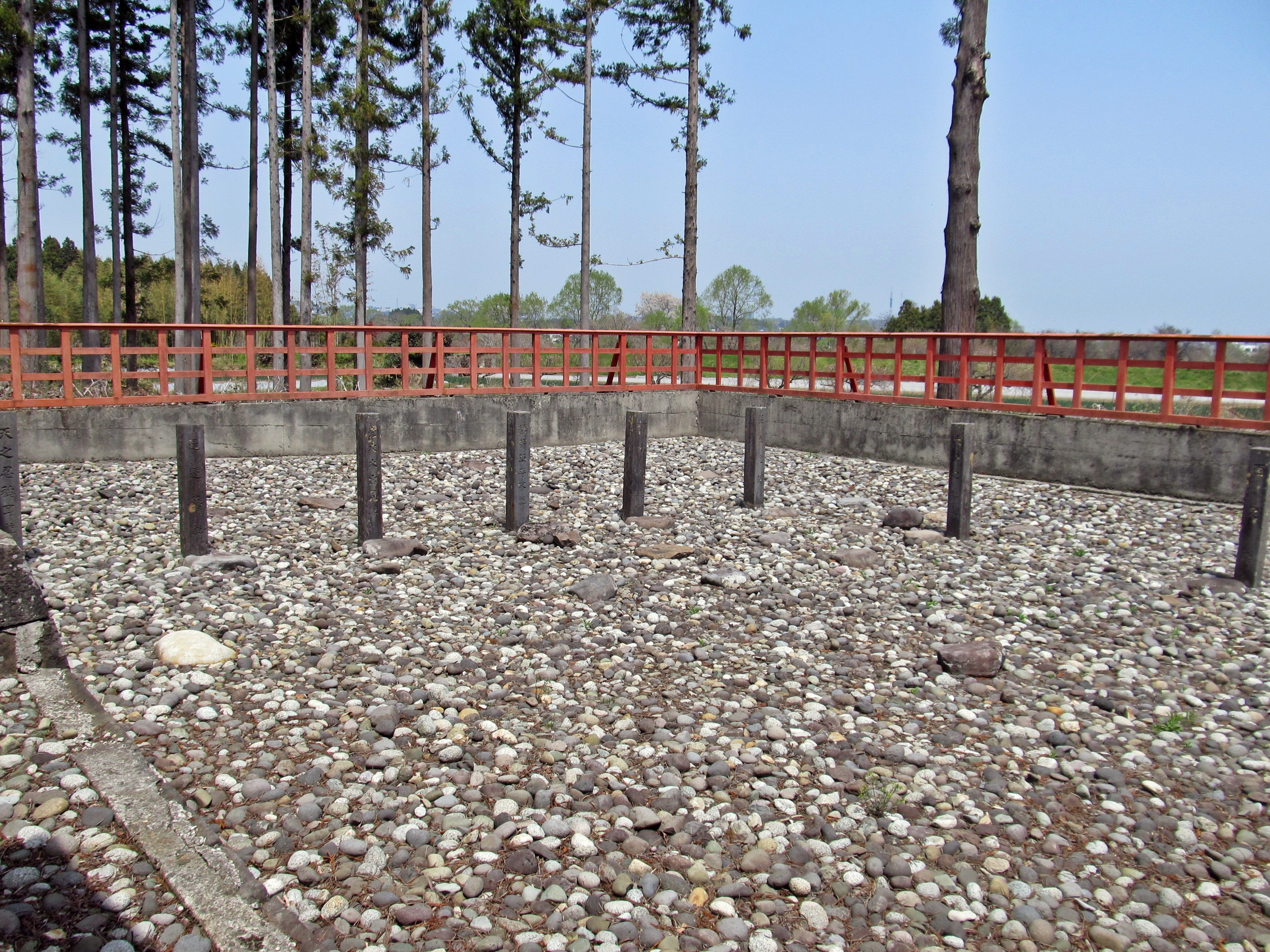
奥の院東側の柱状石祠群 天忍穂耳尊など九柱の神々を祀る

### 宮城県指定無形民俗文化財
- 熊野堂神楽
- 熊野堂舞楽

### 名取市指定有形文化財（美術工芸品）
- 熊野神社文書

この他、境内入口脇に建つ新宮寺文殊堂には「新宮寺一切経」（国の重要文化財）が伝わる。

## 逸話
- 昭和53年（1978年）～昭和54年（1979年）の調査により、「新宮寺一切経」の中には山形県寒河江市にある慈恩寺に鳥羽院より下賜された一切経が多数含まれることが分かった。

## 交通アクセス
- JR南仙台駅から約3.5km
- JR名取駅から約5.5km
- バス・熊野堂停留所から徒歩約5分
（なとりん号：相互台線）
（宮城交通尚絅学院大線）